# Patrica
Patrica (AFI: /ˈpatrika/) è un comune italiano di 3 036 abitanti della provincia di Frosinone nel Lazio.

## Geografia fisica

### Territorio
Patrica è un paesino della valle del Sacco, situato a pochi chilometri da Frosinone. Sorge a ridosso dei Monti Lepini, a 450 m s.l.m. su un colle che sorge vicino a monte Cacume, posto in posizione dominante sulla Valle del Sacco.
Il territorio comunale si presenta pianeggiante nella sua parte settentrionale e orientale, elevandosi in quella occidentale e meridionale, in corrispondenza delle propaggini dei monti Lepini. Oltre al monte Cacume, i maggiori rilievi sono quelli della Punta di Mastro Marco, 909 m s.l.m., del Colle lo Zompo, 768 m s.l.m., del Colle Calciano, 793 m s.l.m. e della Punta di Ciulluzzo, 808 m s.l.m.
Nel territorio comunale, dove scorre il Sacco che ha la sua seconda cascata in località Tomacella, nasce il fiume Monteacuto.

### Clima
Classificazione climatica: zona E, 2.133 GG.

## Storia
Già feudo dei Conti di Ceccano, passò ai Conti e dopo un breve periodo in cui venne tenuta dai Santacroce passò nel 1625 ai Colonna con titolo di marchesato che la tennero fino all'eversione della feudalità.

### La seconda guerra mondiale
Nell'autunno del 1943 Patrica è avamposto a poche decine di chilometri dal fronte di Cassino. Tra settembre e ottobre vi si insedia e si rafforza un presidio della divisione Hermann Goering che estromette dalle case la popolazione del centro urbano, che si rifugia sulle montagne.
Dopo i tragici eventi di Cassino le truppe alleate sfondano la Linea Gustav e lungo la direttrice della Valle del Sacco avanzano le truppe francesi, che incorporano truppe nordafricane, i cosiddetti goumier, che entrano in città il 31 maggio 1944, dopo la ritirata dei tedeschi, che si lasciano alle spalle ponti e cabine elettriche distrutti.
Come altri centri del frusinate, subì nei giorni immediatamente successivi stupri di massa attuati dai goumier francesi, ai danni di donne e anche uomini di tutte le età, indicati con il termine marocchinate.

### La strage di Patrica
La mattina dell'8 novembre 1978 il Procuratore della Repubblica di Frosinone, Fedele Calvosa fu ucciso in un agguato mentre era diretto da Patrica a Frosinone a bordo dell'auto di servizio, una Fiat 128 blu, sulla quale viaggiavano l'agente di scorta Giuseppe Pagliei, nato a Giuliano di Roma e l'autista Luciano Rossi, di Sgurgola, anch'essi rimasti uccisi.
L'attentato fu rivendicato dalle Formazioni Comuniste Combattenti; il gruppo era formato da tre uomini, Paolo Ceriani Sebregondi (discendente da un'importante famiglia romana e fratello del militante di estrema sinistra Stefano Ceriani Sebregondi), Nicola Valentino e Roberto Capone, e una donna, Rosaria Biondi. Durante il conflitto a fuoco morì Roberto Capone, ferito per errore dai suoi compagni. Gli altri tre riuscirono a fuggire. Valentino e la Biondi furono in seguito arrestati, processati e condannati all'ergastolo, mentre Sebregondi espatriò in Francia.

### Simboli
Lo stemma e il gonfalone sono stati concessi con DPR del 29 luglio 1993.
Il gonfalone è un drappo rettangolare di rosso.

## Monumenti e luoghi d'interesse

### Architetture religiose
- Chiesa di San Pietro, nella parte alta della città, a una sola navata.
- Chiesa di San Giovanni Paolo II.

### Architetture civili
- Palazzo della famiglia Spezza, immerso in un giardino adornato da figure mitologiche.
- Palazzo Magni-Moretti

### Aree naturali
- Cascate del fiume Sacco, in località Tomacella.

## Società

### Evoluzione demografica
Abitanti censiti

### Religione
- Chiesa cattolica: appartiene alla diocesi di Frosinone-Veroli-Ferentino.

### Tradizioni e folclore
Il 16 agosto si celebra la festa di San Rocco, santo protettore di Patrica. Questa festa è densa di significati sia cattolici sia pagani. È il giorno dell'anno più importante per i residenti e per i discendenti degli emigrati all'estero. Ad Aliquippa, Contea di Beaver (Pennsylvania), quei discendenti organizzano la stessa festa per sentirsi vicini alle loro origini.
Illustre artista invitato ad esibirsi per l'occasione (nel 2003) è stato il cantautore fiorentino Marco Masini, che di lì a neanche due mesi avrebbe pubblicato l'album ...il mio cammino di ritorno sulle scene dopo l'annuncio del ritiro (primavera 2001) fatto al «Corriere della Sera» e da Celentano. Tale concerto (del quale un filmato integrale è disponibile a pezzi sul canale YouTube dell'allora sindaco Stefano Belli) era tappa del suo "Tour 2003" di piazze italiane.

## Cultura

### Musica
Una canzone (Pratica) scritta da Peppino Vallecorsa in dialetto patricano narra i sentimenti che provano per il loro paese i "praticani", come vengono indicati in dialetto gli abitanti.

### Eventi
- A novembre si svolge un concorso nazionale per radioamatori in memoria di Riccardo Moretti, originario del paese (1886-1961), pioniere delle trasmissioni radio nonché dottore, tra i fondatori dell'ospedale Regina Elena a Roma.

- Ad ottobre si svolge la sagra dull'acquata i dulla callarosta.

## Economia
Di seguito la tabella storica elaborata dall'Istat a tema Unità locali, intesa come numero di imprese attive, e addetti, intesi come numero di addetti delle imprese locali attive (valori medi annui).
|           | 2015                  |                              |                            |                |                       |                     | 2014                  |                | 2013                  |                |
| --------- | --------------------- | ---------------------------- | -------------------------- | -------------- | --------------------- | ------------------- | --------------------- | -------------- | --------------------- | -------------- |
|           | Numero imprese attive | % provinciale Imprese attive | % regionale Imprese attive | Numero addetti | % provinciale addetti | % regionale addetti | Numero imprese attive | Numero addetti | Numero imprese attive | Numero addetti |
| Patrica   | 221                   | 0,66                         | 0,05                       | 1.311          | 1,23                  | 0,09                | 224                   | 1.275          | 240                   | 1.348          |
| Frosinone | 33.605                |                              | 7,38                       | 106.578        |                       | 6,92                | 34.015                | 107.546        | 35.081                | 111.529        |
| Lazio     | 455.591               |                              |                            | 1.539.359      |                       |                     | 457.686               | 1.510.459      | 464.094               | 1.525.471      |

Nel 2015 le 221 imprese operanti nel territorio comunale, che rappresentavano lo 0,66% del totale provinciale (33.605 imprese attive), hanno occupato 1.311 addetti, l'1,23% del dato provinciale; in media, ogni impresa nel 2015 ha occupato poco meno di sei addetti (5,93).

### Artigianato
Tra le attività economiche più tradizionali, diffuse e rinomate vi sono quelle artigianali, come la lavorazione e l'arte del ferro.

## Infrastrutture e trasporti

### Strade
strada regionale 156 dir dei Monti Lepini (SR 156 dir), già strada statale, ha inizio a Patrica e prosegue per Ceccano.

## Amministrazione
1999 - 2011: Stefano Belli (sindaco)
| Periodo | Periodo   | Primo cittadino   | Partito | Carica  | Note |
| ------- | --------- | ----------------- | ------- | ------- | ---- |
| 2011    | 2014      | Denise Caprara    |         | Sindaco |      |
| 2015    | in carica | Lucio Fiordalisio |         | Sindaco |      |

### Altre informazioni amministrative
Nel 1927, a seguito del riordino delle circoscrizioni provinciali stabilito dal regio decreto n. 1 del 2 gennaio 1927, per volontà del governo fascista, fu istituita la provincia di Frosinone e Patrica passò dalla provincia di Roma a quella di Frosinone.
Fa parte della Comunità Montana Monti Lepini, Ausoni e Valliva.